# Benjamin Bonneville
Benjamin Louis Eulalie de Bonneville (cerca de París, 14 de abril de 1796 - Fuerte Smith, Arkansas, 12 de junio de 1878), nacido francés, fue un oficial del Ejército de los Estados Unidos, trampero y explorador del Oeste de Estados Unidos, conocido por sus expediciones al territorio de Oregón y la Gran Cuenca, y en particular por sus brillantes aportaciones para establecer la ruta de Oregón. 
Durante su vida, Bonneville se hizo famoso gracias a The Adventures of Captain Bonneville, el libro que publicó en 1837 Washington Irving basado en sus campañas de reconocimiento en el Oeste.

## Biografía

### Principios de carrera
Benjamin Bonneville nació en, o cerca de, París, hijo del ingeniero civil y editor Nicolas Bonneville y su esposa Marguerite. En 1803 su familia se mudó a los Estados Unidos. Sus pasajes fue pagados por Thomas Paine, que había conocido a los Bonneville en París. En su testamento, Paine dejó la mayor parte de su patrimonio a Marguerite, incluidos 100 acres (40,5 ha) de su granja para poder mantener y educar a Benjamin y a su hermano Thomas. En 1813 Benjamín recibió un nombramiento en la Academia Militar de Estados Unidos de West Point, Nueva York. Se graduó después de sólo dos años, recibiendo una comisión como segundo teniente Brevet de artillería ligera. En el inicio de su carrera sirvió en puestos en Nueva Inglaterra, Misisipi y en Fuerte Smith, en el Territorio de Arkansas. En 1824, fue trasladado a Fuerte Gibson, en el territorio Indio y fue ascendido a capitán. Mientras, viajó a Francia, donde fue un invitado del marqués de La Fayette. Después de regresar de Francia, fue trasladado en 1828 a los cuarteles de Jefferson, en Misuri.
Mientras estaba en Misuri, Bonneville, atraído por los escritos de Hall J. Kelley así como los editoriales del «St. Louis Enquirer» (editado en su momento por Thomas Hart Benton), se unió a la exploración del Oeste de Estados Unidos. Bonneville se reunió con Kelley, a quien impresionó y que le nombró para dirigir una de las expediciones al territorio de Oregón que iba a salir a principios de 1832. La falta de voluntarios para la expedición obligó a la demora y finalmente a la cancelación de la expedición, dejando a Bonneville insatisfecho. 
Con el fin de lograr su deseo de explorar el Oeste, Bonneville solicitó al general Alexander Macomb un permiso de ausencia del ejército, argumentando en su petición que sería capaz de llevar a cabo valiosos reconocimientos entre los nativos americanos en el territorio de Oregón, que en esa época estaba ocupado conjuntamente por los EE. UU. y Gran Bretaña y que estaba en gran parte controlado por la Compañía de la Bahía de Hudson, la principal compañía británica en el Nuevo Mundo que se dedicaba al comercio de pieles. Macomb accedió a su petición y le dio instrucciones para que recogiese toda la información que pudiera ser útil para el Gobierno.

### Expedición Bonneville (1832-35)
La expedición, que se convertiría en el más famoso logro de su vida, se inició en mayo de 1832, cuando dejó Misuri con 110 hombres, entre ellos, Nathaniel Jarvis Wyeth y Joseph Walker. El viaje fue financiado por John Jacob Astor, propietario de la American Fur Company, la compañía estadounidense peletera rival de la Compañía de la Bahía Hudson. La expedición avanzó por el río Platte y a través del actual estado de Wyoming. Llegaron al río Green en agosto y construyeron un fuerte de invierno, al que llamaron Fuerte Bonneville. 
En la primavera de 1833 exploraron a lo largo del río Snake en el actual estado de Idaho. Bonneville envió una partida de hombres dirigida por Joseph Walker a explorar la región del Gran Lago Salado y encontrar una ruta por tierra hasta California. Walker descubrió una ruta a lo largo del río Humboldt, a través de la actual Nevada, así como el paso Walker a través de Sierra Nevada, un camino que más tarde llegó a conocerse como la ruta de California, la principal ruta de los inmigrantes a los campos de oro durante la fiebre del Oro de California. Se ha especulado mucho sobre los motivos por los que Bonneville envío a Walker a California. En particular, algunos historiadores sostienen que Bonneville estaba tratando de sentar las bases para una invasión final de California, entonces parte de México, por el Ejército de los Estados Unidos.
John McLoughlin, el director de las operaciones en Columbia de la Compañía de la Bahía de Hudson, que estaba a cargo de Fuerte Vancouver, un puesto comercial establecido en la desembocadura del río Columbia, oyó hablar de la misión de Bonneville y prohibió a sus comerciantes hacer negocios con Bonneville y sus hombres. Bonneville informó de que muchos de los nativos americanos que encontró en el río Snake también se mostraban renuentes a desagradar a la Compañía de la Bahía de Hudson comerciando con los estadounidenses. 
En el verano de 1833 Bonneville realizó algunas incursiones en la cordillera Wind River, en el actual estado de Wyoming, para comerciar con los indios shoshone. En ese momento se dio cuenta de que no sería capaz de cumplir su obligación de regresar al Este en el mes de octubre. Escribió una larga carta al general Macomb resumiéndole algunas de sus conclusiones y pidiendo más tiempo, concretamente para el reconocimiento de la Columbia y partes del suroeste antes de su regreso. 

#### Tratando de llegar a Oregón

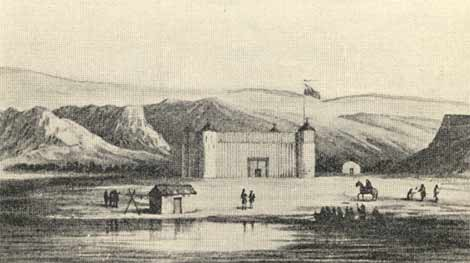
Fuerte Nez Perces en 1818, el puesto comercial donde llegó la expedición de Bonneville en 1834.

Después de pasar el comienzo del invierno en Fuerte Bonneville, partieron de nuevo hacia el oeste en enero de 1834, con el objetivo de alcanzar el Valle Willamette. Bonneville y sus hombres viajaron hasta el río Snake, a través del Hells Canyon, y en las montañas Wallowa, donde encontraron una bienvenida hospitalaria de los indios nez percé establecidos a lo largo del río Imnaha. 
El 4 de marzo de 1834 llegaron a Fuerte Nez Perces, un puesto comercial de la Compañía de la Bahía de Hudson emplazado en la confluencia del río Walla Walla y el río Columbia. Pierre C. Pambrun, el comandante del fuerte lo recibió, pero se negó a hacer negocios con él. Con las manos vacías, Bonneville y sus hombres retrocedieron al sureste de Idaho e hicieron campamento en el río Portneuf.
En julio hizo un segundo viaje al oeste, con la determinación de comerciar con la Compañía de la Bahía de Hudson. Siguió una ruta más fácil a través de las montañas Blue, donde se reunió una vez más, con Nathaniel Wyeth y acamparon a lo largo del río Grande Ronde. En ese momento él y sus hombres estaban en una situación desesperada, sin alimentos ni suministros. En Fuerte Nez Perce, encontraron el mismo rechazo de Pabrun. En lugar de regresar inmediatamente al este, Bonneville y sus hombres decidieron viajar aguas abajo del río Columbia hasta Fuerte Vancouver. A lo largo del río, trataron de comerciar con los indios sahaptins pero sin éxito. Creyó que probablemente recibirían el mismo rechazo de McLoughlin en Fuerte Vancouver y decidió dar marcha atrás y regresar al este. 
Pasó el invierno de 1834-35 con los shoshone que estaban establecidos en el curso superior del río Bear y en abril de 1835 comenzó el viaje de vuelta a Misuri. Alcanzó Independence en agosto y descubrió que, aunque su carta solicitando una prórroga había llegado, no había sido entregada al general Macomb. En el ínterin, su comisión había sido revocada.

### El encuentro con Washington Irving
Bonneville viajó al este esperando poder recuperar su comisión. En el camino a Washington D. C., se detuvo en la ciudad de Nueva York donde fue recibido por su patrón John Jacob Astor. Durante su estancia con Astor, Bonneville se reunió con Washington Irving. Bonneville entretuvó a Irving relatándole sus aventuras, que Bonneville planeaba recoger en un libro en el que estaba trabajando. 
Un mes o dos más tarde, Irving visitó de nuevo Bonneville, en Washington D. C., en el cuartel en que este se hospedaba. Bonneville estaba teniendo dificultades en escribir sus aventuras. Ambos se pusieron de acuerdo en que por una suma de $1000, Bonneville le cedería sus mapas y notas para que Irving pudiera utilizarlos como base para su tercer libro sobre el Oeste. El resultado fue The Adventures of Captain Bonneville [Las Aventuras del capitán Bonneville], publicado en 1837.

### Últimos servicios en el Ejército
En Washington, Bonneville solicitó incansablemente al Secretario de Guerra Lewis Cass que su comisión fuese renovada. A principios de 1836 lo consiguió, y en los años siguientes se le asignaron tareas en la frontera occidental, en Fuerte Kearny, en el territorio de Nebraska, y en Fuerte Fillmore, en el Territorio de Nuevo México donde se convirtió en comandante del tercer regimiento de infantería el 3 de febrero de 1855, después de la muerte del coronel Thomas Staniford. También intervino en la invasión estadounidense a México, participando en la campaña de Veracruz de Winfield Scott. También sirvió en la ocupación de la Ciudad de México, durante la cual fue juzgado por una corte marcial por «mala conducta ante el enemigo» («misbehavior before the enemy»). Irónicamente, una de las tareas que desempeñó más adelante, en la década de 1850, fue en el Territorio de Oregón como coronel en el Cuartel de Columbia, junto a Fuerte Vancouver, convertido en un puesto militar del Ejército de los EE. UU. en 1849.
Se retiró del ejército en 1861, pero pronto fue llamado durante la Guerra Civil Americana, alcanzando el rango de General de Brigada Brevet. Se retiró por segunda vez en 1866 y se mudó a Fuerte Smith, Arkansas, donde murió en 1878, a los 82 años de edad. Está enterrado en el cementerio de Bellefontaine, en San Luis, Misuri.

## Reconocimientos

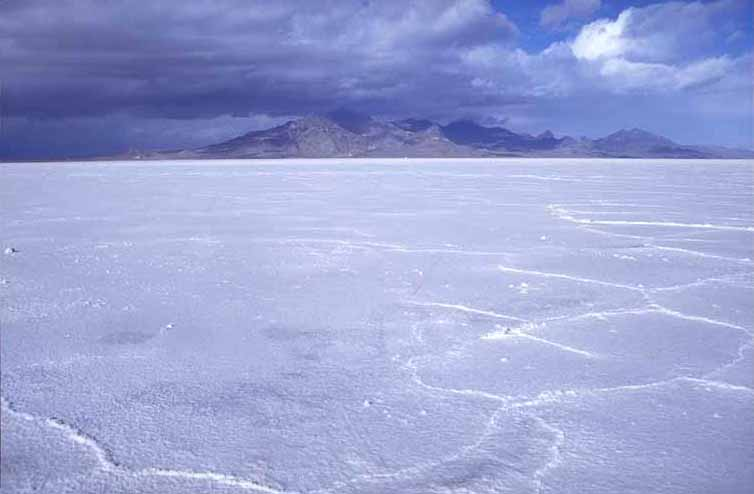
Salina Bonneville, en Utah.

Muchos lugares llevan el nombre de Bonneville, entre ellos: 
- la pequeña ciudad de Booneville, Arkansas, nombrada en reconocimiento de Bonneville, con una falta de ortografía;
- el condado de Bonneville, en Idaho;
- la salina Bonneville (Bonneville Salt Flats), en Utah;
- el lago Bonneville, el antepasado del Pleistoceno del Gran Lago Salado;
- el corrimiento de tierras Bonneville, que formó el puente de tierra «Bridge of the Gods», en el río Columbia;
- el pico Bonneville, en la cordillera Portneuf;
- la presa Bonneville, en el río Columbia (y también la empresa que la administra, la «Bonneville Power Administration»);
- la escuela «Bonneville High School» en Idaho Falls, Idaho;
- la escuela «Bonneville High School» en Washington Terraza, Utah;
- el Pontiac Bonneville, un modelo de coche;
- la Bonneville International, una empresa de radiodifusión;